# 오로라
오로라(←라틴어: aurora 아우로라[*] '새벽'에서 유래)는 태양에서 방출(放出)되는 플라즈마 입자(전자 또는 양성자)가 지구 대기권 상층부의 자기장과 마찰하여 빛을 내는 광전(光電) 현상이다. 이들 입자의 유래는 주로 태양에서 방출된 것이 대부분인데, 태양풍을 따라 지구 근처에 왔다가 지구 자기장에 이끌려 대기로 진입하는 것이다. 자극(磁極)에 가까운 북반구와 남반구의 고위도 지방, 즉 극지방에 가까울수록 관측이 쉽기 때문에 극광(極光)이라고도 한다. 즉, 북극에서는 북극광, 남극에서는 남극광으로 불린다. 또 지구 이외에 목성, 토성, 화성 등에도 오로라 현상이 있는 것으로 알려졌다.

## 종류
오로라는 극관(極冠), 글로오로라, 오로라대형(帶型), 중위도(中緯度)오로라 등 크게 셋으로 나뉜다. 이 가운데서 가장 현저한 것이 오로라, 대형 오로라이고, 보통 오로라라고 하면 다시 커튼형오로라, 패치상(狀) 맥동성오로라, 희미한 부정형(不定形)오로라(diffuse auora)로 나뉜다.

## 분포
오로라가 가장 자주 보이는 곳은 남극및 북극 양극지방의 지구자기위도 65∼70도의 범위로서 이 지역을 오로라대(auroral zone)라고 한다. 오로라대보다 고위도(극관지역)나 저위도에서의 출현빈도는 감소한다. 출현하는 위도는 지방시(地方時)에 따라 다르며, 야간에는 65∼70도에 많으며, 주간에는 75∼80도로 위도가 높아진다. 이렇게 오로라가 출현하는 위도가 지방시에 따라 변화를 보이기 때문에 오로라출현대(지구를 극지의 상공에서 내려다 보았을 때 동시에 오로라가 보이는 영역)를 오로라대와 구별해서 오로라 오벌(aurora oval)이라고 한다. 일련의 오로라오벌은 대개 2종류의 오로라로 구성되는데, 낮에서 저녁을 거쳐 심야에 이르는 시간에는 커튼형오로라이고, 그 이후 아침까지의 반(半)은 주로 맥동성오로라로서 일반적으로 엷은 배경으로 동반한다. 과거에는 관측장치의 감도부족으로 인해서 맥동성오로라를 충분히 관측할 수 없기 때문에 이 부분을 희미한 부정형오로라라고 했었다.

## 높이
오로라가 나타나는 높이는 지상 약 80∼수백km의 초고층 대기층이다. 커튼 하단의 높이는 전리층 E층 (100-110km)이고, 커튼 상반부는 400km까지 펼쳐져 있다. 극관글로오로라가 지상 80∼100km, 중위도오로라는 평균적으로 더욱 높아서 지상 300∼600km 등으로 종류에 따라 고도가 다르다. 또 대형오로라는 출현시간, 위도 및 그 종류에 따라 고도가 변화한다. 일반적으로 주간에 고위도에서 출현하는 커튼형오로라는 백수십∼수백km로 높지만, 저녁부터 심야까지는 점차 하강해서 100∼수십백km가 된다. 심야에서 아침까지의 오로라는 주로 맥동성 오로라로서 높이가 커튼형보다 낮아서 90∼100km 정도가 많다.

## 발광
오로라가 발광하는 곳은 초고층대기이며, 발광색은 공기의 주성분인 질소와 산소의 분자와 원자 및 그 이온이 입사입자(전자·양성자)에 의해 충돌되어 들뜨게 되고 다시 들뜬 입자가 낮은 에너지준위로 떨어질 때 방출되는 고유의 빛이다. 오로라의 대표적인 빛은 산소원자가 방출하는 녹색광(파장 557.7nm) 및 적색광(파장 630nm, 636.4nm), 질소분자 이온이 방출하는 청색 스펙트럼(파장 427.8nm 등), 그리고 질소분자의 적색 또는 핑크색 스펙트럼 등이다. 이들 빛은 각각 높이와 분포지대가 다른데, 예를 들어 산소원자의 적색은 200km보다 높은 곳에서 강하고, 산소원자의 녹색과 질소분자 이온의 청색은 100∼200km에서 강하며 또 질소분자의 핑크색은 높이 100km 이하에서 강하다. 따라서 활동적인 커튼형오로라는 상부가 진홍빛이고 중앙이 청록색, 하부가 녹색 또는 핑크색 등으로 다채롭다. 오로라 중에는 저녁때의 저위도와 아침녘의 고위도에서처럼 수소의 휘선(輝線)이 보이는 부분이 있거나 헬륨과 나트륨의 빛이 포함되기도 한다.

## 활동과 원인

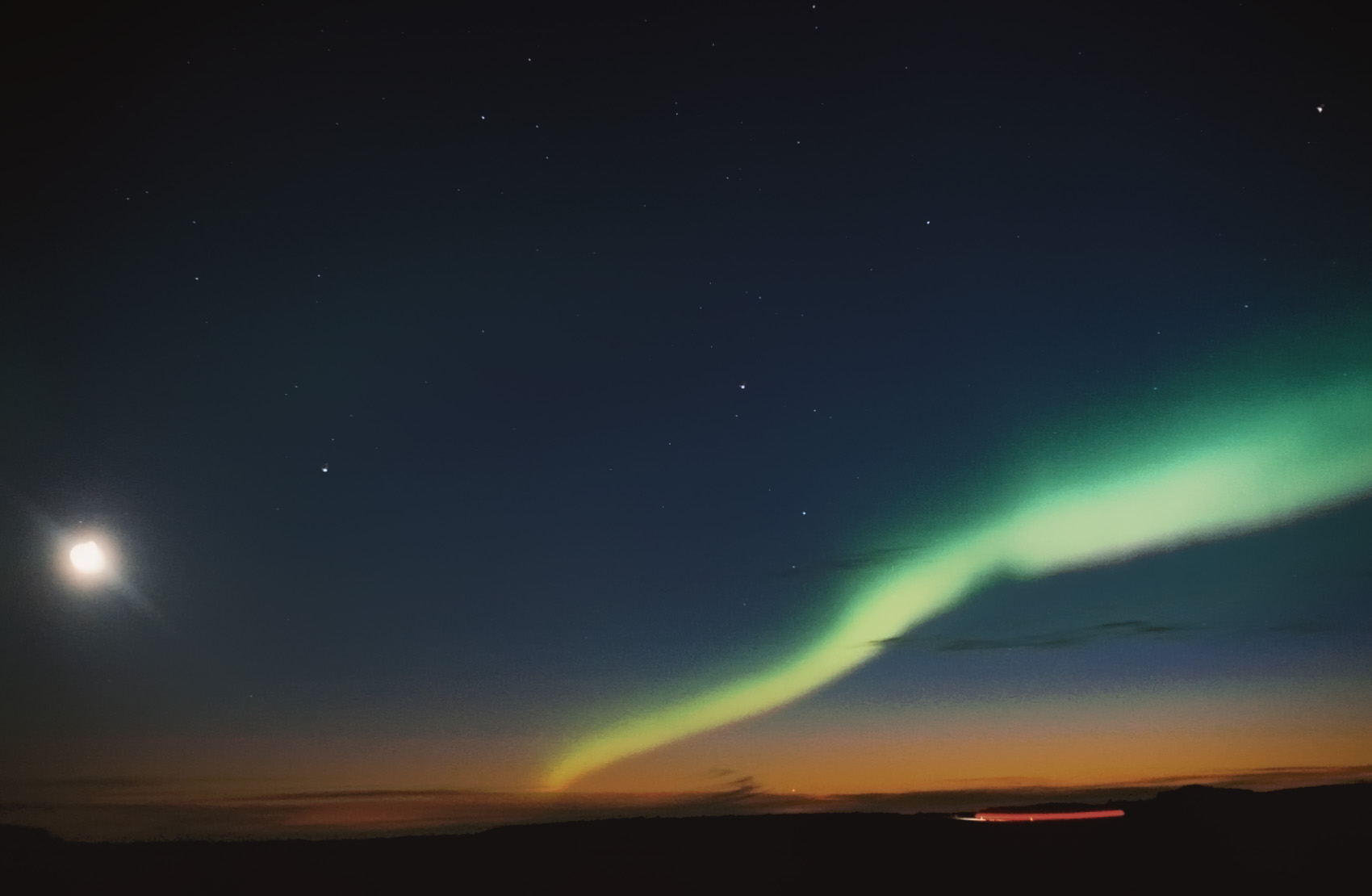
달과 오로라

극관 글로 오로라는 태양의 플레어 현상 때 태양에서 직접 날아오는 100만eV 이상의 고에너지 양성자가 직접 극관지방에 입사함에 의한 것이다. 입사입자는 높은 운동에너지를 가진 양성자이기 때문에 대기권으로 침투하는 깊이가 깊고 따라서 오로라 고도는 낮다. 대기권에서 양성자가 전자를 포착해서 중성수소로 변하기 때문에 수소의 휘선(Hα, Hβ 등)이 강하다.
대형 오로라는 항상 변동하며, 가장 현저한 활동은 오벌의 한밤중의 부분에서 밝기가 증가하여 격렬해지기 시작하고 몇 분 사이에 오벌의 폭이 수백km로 확대되면서 폭발적으로 발달한다. 이를 오로라폭풍이라고 한다.
태양풍 중의 자기장에서 남향 (지구의 북극에서 남극으로 향한다) 성분이 증가하면 태양풍에서 지구자기권에 유입되는 에너지가 증가하고 그 결과 지구자기권 내에 큰 에너지가 축적된다. 이 에너지에 의해서 자기권 꼬리의 자기중성면 부근에서 입자가 급속하게 가속되고, 다시 지상 수천km 높이 부근의 자기력선에 인접한 전기장에서 속도가 더욱 가속되며 자기력선에 유도되어 초고층대기에 입사된다. 이런 메커니즘을 통해서 입사되는 전자에 의해 발광하는 오로라가 커튼형오로라이다. 커튼형오로라의 높이가 주간에서 저녁때를 거쳐 밤중에 이르는 사이에 점차 낮아지는 것은 이런 가속이 주간보다 야간에 현저하다는 사실을 보여준다. 인공위성과 로켓에 의한 관측에서도 가속전압이 낮에서 밤으로 갈수록 점차 증가한다는 사실이 알려졌다.
이와는 달리 자기권 꼬리의 가속과정에서 직접 대기중에 입사되지 않고 일단 자기권내에 머물다가 다시 안쪽으로 진입하여 비교적 안정된 자기권내에 갇혔던 고에너지 입자가 자기적도면 부근에서 플라스마파동과 상호작용을 일으켜 산란됨으로써 대기에 입사되는 과정을 거치는 것도 있다.이런 과정을 통해 입사된 전자에 의해 발광하는 오로라가 맥동성오로라이다.
큰 자기폭풍 때에 자기권내에 갇혀 있던 고에너지 입자군에서 수일에 걸쳐 조금씩 높거나 낮게 누출되는 에너지에 의해 중위도 오로라가 발광한다.

## 관련 현상
오로라가 폭발적으로 활동할 때에는 일반적으로 오로라와 그 부근의 전리층 내에 강한 서향전류(西向電流)가 흐르고 있는 것이 극자기폭풍의 원인이 된다. 이 전류는 아침까지는 자기권에서 전리층을 향해 유입되어 오로라 속을 서쪽으로 흘러 저녁때에는 전리층에서 자기권으로 유출된다. 전류가 유입되는 영역이 강한 수소휘선이 보이는 영역에 대응되고, 전류가 유출되는 영역이 커튼형오로라의 가장 활발한 부분에 대응된다. 또 커튼형오로라활동에는 ‘오로라히스-오로라킬로미터파’라는 전파가 동반되며, 맥동성오로라의 활동에는 ‘코러스전파’와 지구자기맥동 등이 수반된다.

## 같이 보기
- 대기광
- 우주 기후